# ケケタット
ケケタット（グリーンランド語: Qeqertat）は、グリーンランドのアヴァンナータ自治体にある町。2010年時点の人口は33人、2013年4月1日時点での人口は29人で、1980年と比較すると人口は37%減少した。2024年1月1日時点の人口は30人。

## 概要
カーナークから65キロメートル、ハーバード諸島（デンマーク語:  Harward Øer）の西端の湾に位置する。名前は現地の言葉で「島」を意味する。
町の主産業はアザラシ漁と捕鯨であり、かつては町外からも漁に訪れる者が多くいた。